# Der Ewige Krieg
Der Ewige Krieg (englisch: The Forever War) ist der deutsche Titel eines 1974 veröffentlichten Military-Science-Fiction-Romans von Joe Haldeman. Haldeman war selbst Teilnehmer des Vietnamkrieges und verarbeitete in diesem Werk seine Erfahrungen. Die deutsche Erstübersetzung erschien 1977 bei Heyne.

## Handlung
Im interstellaren Krieg gegen die außerirdischen Taurier werden Soldaten durch Kollapsare mit Überlichtgeschwindigkeit in die Nähe ihrer Ziele verfrachtet, legen aber den Weg zu und von den Kollapsaren mit einer Geschwindigkeit nahe der des Lichts zurück. Durch den sich ergebenden Effekt der Zeitdilatation vergehen zwischen den verschiedenen Kämpfen für die Soldaten nur Monate, auf der Erde jedoch Jahre und Jahrzehnte.
Der Soldat William Mandella, der Protagonist, wird im Zuge der neuen Wehrpflichtgesetze eingezogen. Explizit werden hochintelligente und -qualifizierte Studenten eingezogen. Die Ausbildung ist unfassbar brutal, schon in der ersten konventionellen Ausbildungsphase, die in Illinois stattfindet, gibt es zwei Todesfälle. Anschließend wird die Ausbildungseinheit auf den Mond Charon verlegt. Die Soldaten sind dabei mit Kampfanzügen ausgerüstet, die sie vor den Auswirkungen des Vakuums schützen, in deren Benutzung sind die Rekruten jedoch ungeübt und es kommt dadurch zu mehreren Todesfällen. Während der Ausbildung kommt es zum Geschlechtsverkehr nahezu aller Rekruten mit sämtlichen möglichen Partnern.
Schließlich werden die Soldaten in den Kampf geschickt. Sie landen auf einem Planeten, auf dem sich Einheiten der Taurier, der feindlichen Aliens, befinden. Von Anfang an zeigt sich die Unerfahrenheit der militärischen Führung: So sind die Tarnmuster, die die Kampfanzüge erzeugen können, vollkommen unnütz in der Vegetation des Planeten. Auch ist nicht klar, wie die feindlichen Taurier überhaupt aussehen, woraufhin die Soldaten das Feuer auf eine Herde Pflanzenfresser eröffnen. Dies führt zum Tod einer Soldatin, die anscheinend durch eine parapsychische Attacke der Tiere getötet wird.
Die Soldaten setzen den Weg fort und greifen schließlich die Siedlung der Taurier an. Vorher löst der befehlshabende Offizier eine tiefenpsychologische Manipulation der Soldaten aus, wodurch diese mit offensichtlicher Propaganda überflutet werden.
Mandella, der nur gezwungenermaßen als Soldat dient, durchschaut die in sein Bewusstsein eingeschleusten Bilder, in denen die Taurier grotesk und monsterähnlich dargestellt werden. Dennoch wirkt die Konditionierung, er und die anderen Soldaten steigern sich in einen regelrechten Blutrausch und schlachten die offensichtlich unbewaffneten, völlig überraschten Taurier ab. Nur ein einziger Alien kann entkommen.
Auf dem Rückweg zur Erde wird das Schiff der Menschen angegriffen, diese überleben den Angriff in Schutzsärgen, die sie vor den hohen G-Kräften schützen, während ein Computer das Schiff steuert. Dennoch schaffen es die Taurier auf eine für die Soldaten unverständliche Weise, das Schiff schwer zu beschädigen.
Dennoch kehrt der Kreuzer zur Erde zurück. Für die Soldaten sind nur wenige Monate, durch die Zeitdilatation auf der Erde jedoch 23 Jahre vergangen. Durch den aufgelaufenen Sold sind die Soldaten plötzlich reich und alle quittieren sofort den Dienst. Sie werden über die massiven Veränderungen aufgeklärt, die inzwischen auf der Erde stattgefunden haben. Durch eine große Hungersnot hat sich die Gesellschaftsstruktur fundamental verändert: Die Nahrungsenergie wird jetzt anstelle von Geld zur Währung, nahezu sechs Milliarden der neun Milliarden der Erdbevölkerung sind arbeitslos und leben von Sozialhilfe. Zudem wird Homosexualität als einzige effektive Bevölkerungskontrolle massiv "gefördert"; nahezu ein Drittel der Bevölkerung weltweit ist bereits homosexuell. Der Krieg wird weitergeführt, zu einem nicht geringen Teil auch deshalb, weil allen klar ist, dass ein Ende des Krieges die Wirtschaft ins Bodenlose abstürzen lassen würde. Mandella trifft seine Mutter in Washington. Die Stadt hat sich fundamental verändert. Jeder ist schwer bewaffnet; die Kriminalität ist so hoch, dass nahezu jeder einen Leibwächter beschäftigt.
Zunächst jettet Mandella mit seiner Kameradin und Geliebten Marygay Potter um die Welt; beide sind durch die Zinsen auf ihren Sold zu mehrfachen Kalorienmillionären geworden. Als seine Mutter stirbt und Marygays Familie bei einem Überfall ihrer Farm von Banditen getötet wird, melden sich die beiden wieder zum Militär, da ihnen die irdische Welt inzwischen fremd geworden ist.
Wieder einmal verspricht das Militär mehr, als es hält: Statt sie wie versprochen zusammen als Ausbilder auf dem Mond zu stationieren, werden sie beide wieder mit Kriegsschiffen in den Kampf geschickt. Schon der erste Einsatz erweist sich als Katastrophe. Der zum Leutnant beförderte Mandella verliert ein Bein, als das Landungsschiff abgeschossen wird. Auch Marygay wird schwer verletzt, sie verliert einen Arm. Wohlweislich hat man den Soldaten verschwiegen, dass ihr Trupp vier Missionen ausführen oder so viele Leute verlieren muss, dass die Erfolgsaussichten verschwindend gering sind. Die Chancen, auch nur einen Einsatz zu überleben, sind schon verschwindend gering.
Nachdem auch die nächste Mission der Kampfgruppe fehlschlägt, kehrt das Schiff zum Planeten Heaven zurück, der den Soldaten der Menschen als Ort der Regeneration und Altersruhesitz dient. Da sowohl Mandella als auch Potter Körperteile amputiert werden mussten, rechnen beide mit ihrer Entlassung aus dem Militär. Die mittlerweile weit fortgeschrittene medizinische Forschung ermöglicht aber ein Nachwachsen der fehlenden Körperteile und somit verbleiben beide im Militärdienst.
Nach einem Jahr Erholungszeit erhalten die beiden neue Marschbefehle, die sie in unterschiedliche Einheiten versetzen. Durch die relativistischen Effekte wird nach Missionsbeginn unterschiedlich viel Zeit für beide vergehen, wodurch ein Wiedersehen der beiden nahezu unmöglich wird. Der zum Captain beförderte Mandella wird in der folgenden Zeit umfassend für seine Aufgabe als Kommandeur einer Einheit fortgebildet, fühlt sich aber unter den neuen Rekruten zunehmend wie ein Fossil aus vergangenen Tagen, obwohl der Altersunterschied subjektiv nur wenige Jahre beträgt.
Auf ihrem Posten auf einem völlig unbedeutenden Planeten nahe der Magellanschen Wolken, auf dem außer der von den Soldaten errichteten Basis kein einziges menschliches oder taurisches Bauwerk vorhanden ist, erfolgt über mehrere Monate kein Angriff. Mandella hat mit Disziplinproblemen seiner Leute zu kämpfen. Schließlich greifen mehrere Schiffe der Taurier an, zerstören das Basisschiff der Menschen und setzen eine Übermacht an Truppen ab. In einem erbitterten Kampf können sich einige wenige Menschen unter ein „Stasisfeld“ retten. Mandella nutzt einen Trick, um die Feinde zu töten, und flieht mit den Resten seiner Truppen.
Sie kommen wieder im Solsystem an wo wegen der weiten Hin- und Rückreise inzwischen 700 Jahre vergangen sind. Ein Mann erklärt ihnen, dass sich in den hunderten Jahren seit ihrem letzten Besuch einiges verändert habe. Auf der Erde hat sich ein Kollektivbewusstsein gebildet, repräsentiert nur noch durch Klone einer Frau und eines Mannes. Dieses Kollektivbewusstsein, das sich nur „Der Mensch“ nennt, hat es geschafft, mit den Tauriern Frieden zu schließen. Wie sich herausstellte, sind die Taurier ebenfalls seit Jahrmillionen natürliche Klone mit einem Kollektivbewusstsein, haben sich nur verteidigt und mussten die Kriegsführung neu erlernen. Erst als sie auf die gleichartigen menschlichen Klone trafen, konnte Kontakt hergestellt werden, da sie keine Individuen sind. Militärs der Erde fingierten damals die Zerstörung eines Raumschiffes, um einen Vorwand für einen Krieg zu haben, um die Weltwirtschaft zu retten und die Menschheit zu einen.
Mandella bekommt vom Klon seine Dienstakte ausgehändigt, mit einer Botschaft darauf: Seine Geliebte Marygay Potter hat überlebt und sich zusammen mit einigen Kameraden von ihren Ersparnissen ein Raumschiff gekauft, es als eine Art Zeitfähre umgebaut und es ständig um den Stern Mizar auf Lichtgeschwindigkeit beschleunigt. Durch die Zeitdilatation ist für sie kaum Zeit verstrichen. Sie bittet ihn auf den Planeten namens „Mittelfinger“ im Sternsystem Mizar zu kommen. Es ist ein Gartenplanet, der von Kriegsveteranen bewohnt ist und als eugenisches Testgelände für Heterosexuelle dient. Dort wartet sie in der Zeitfähre auf ihn. Immer noch, hunderte Jahre nach dem Friedensschluss, kehren Soldaten zurück und haben sich auf diesem Planeten niedergelassen. Mandella bricht sofort dahin auf. Potter wartet schließlich 261 Jahre auf ihn.
Zum Ende des Buches ist Mandella ungefähr 881 Realjahre im Krieg gewesen, wenn auch nur weniger als ein Jahrzehnt Subjektivjahre. Der Epilog erzählt, dass beide nun verheiratet sind und auf dem Planeten in einer Veteranengemeinde einen gesunden Jungen bekommen haben.

## Auszeichnungen
Der Roman wurde mit dem Hugo Award, dem Nebula Award und dem Locus Award ausgezeichnet.

## Sonstiges
- Zusammen mit dem Zeichner Marvano veröffentlichte Haldeman 1988 eine Comicversion, die zunächst auf Niederländisch (De Eeuwige Oorlog) und Französisch (La Guerre Eternelle) erschien, bevor sie 1991 ins Englische (The Forever War) und ins Deutsche übersetzt wurde.[3]
- Der auch in diesem Roman verwendete Begriff Zeitschuld wird in der Science-Fiction öfter benutzt, um die Zeitdilatation zu beschreiben.[4]
- Im ursprünglichen Roman beginnt die Handlung 1997 und zieht sich bis in die ferne Zukunft, in der aktuellen (deutschen) Auflage von 2004 wurde der Beginn der Handlung jedoch in das Jahr 2297 verlegt, da dem Verleger die alte Zeitlinie nicht mehr realistisch erschien.[5]
- Die Schilderungen von Gruppensex und unverhohlenem Marihuanakonsum im Roman führte insbesondere in den USA zu starker Kritik am Buch.
- Der ewige Friede (engl.: Forever Peace) von Haldeman aus dem Jahr 1997 ist keine Fortsetzung, sondern eine Variation des gleichen Themas: Die Geschichte eines Menschen, der gegen seinen Willen Teil der grausamen, scheinbar unaufhaltsamen Kriegsmaschinerie wird. Erst der Roman Am Ende des Krieges (engl.: Forever Free) aus dem Jahr 1999 setzt die Handlung aus dem ersten Teil fort.
- Im Jahr 2013 erschien eine Neuauflage des Romanes in kompletter neuer Übersetzung im Mantikore-Verlag. Der Roman beinhaltet auch die Fortsetzungen Der Ewige Friede sowie Am Ende des Krieges.

## Veröffentlichungen

### Romanform
Alle Romane wurden von Joe Haldeman geschrieben.
- Der Ewige Krieg, übersetzt von Birgit Reß-Bohusch, mit einem Vorwort von Ben Bova, Heyne Verlag, München 2000, ISBN 978-3-453-16414-7. (Gesamtausgabe als Trilogie in Neuübersetzung: Der ewige Krieg, 2013, ISBN 978-3-939212-27-0)
- Der ewige Friede, Heyne Verlag, München 1997, ISBN 978-3-453-16186-3 (Neuauflage in neuer Übersetzung als Soldierboy, 2014, ISBN 978-3-939212-57-7)
- Am Ende des Krieges, Heyne Verlag, München 1998, ISBN 978-3-453-19672-8 (Neuauflage in neuer Übersetzung als Voyagers, 2015, ISBN 978-3-939212-68-3)

### Comic
- Der Ewige Krieg, Marvano/Haldeman, Edition ComicArt im Carlsen Verlag, Hamburg, 1991, 3 Bände, ISBN 3-551-72291-9 bis ISBN 3-551-72293-5.